# Laimutis
Laimutis ist ein litauischer männlicher Vorname, abgeleitet von Laimė (dt. Glück). Die weibliche Form ist Laimutė.

## Personen
- Laimutis Adomaitis (* 1986), litauischer Ringer
- Laimutis Alechnavičius (* 1966), litauischer Jurist, Richter am Obersten Verwaltungsgericht Litauens